# معركة تازة
معركة تازة هي مواجهة عسكرية وقعت في ديسمبر عام 1553 بين إيالة الجزائر والدولة السعدية في المغرب عندما أرسل صالح ريس 1500 رجل في عملية عسكرية ضد المعسكر المغربي بالقرب من مدينة تازة، والتي كان يحميها جيش مغربي يتألف من 30.000 من الفرسان و 10.000 مشاة و 20 مدفعًا.

## الخلفية التاريخية
كان أبو حسن الوطاسي قد سعى للتدخل ضد الشريف في مدينة فاس المغربية. وفي عام 1553 قاد صالح ريس جيشًا قوامه 600 فارس و1000 من المُشاة و 4000 فارس من مملكة كوكو، مستعينًا بملك الوطاسيين. وما لبث صالح ريس أن يتوقف عند مدينة تلمسان، حتى أنشأ محمد الشيخ مقره الرئيسي في مدينة تازة، والذي أحاطه بنحو 30.000 من الفرسان و10.000 من المشاة و 20 مدفعًا.

## المعركة
عبر صالح ريس الحدود حتى وصل على مرأى من المعسكر المغربي في ديسمبر عام 1553، ثُم نفذ هجومًا ليليًا على المعسكر المغربي. كان أداء الرجال المسؤولين عن العملية وعددهم 1500 شخصًا مثاليًا حيث قام الطابور المهاجم بإقصاء العرب الذين كانوا خائفين من التفجيرات. تمكن صالح ريس بعد ذلك من هزيمة المغاربة في المواجهة الأولى في مدينة تازة.
أدت الهزيمة إلى تراجع قوات الشريف إلى المنطقة الواقعة خلف مدينة تازة ثم انسحب إلى مدينة فاس في منتصف شهر ديسمبر عام 1553. تلقى صالح ريس تعزيزات قوامها 600 رجل من الوطاسيين الذين توجهوا مع كل قواته إلى واد سبو الواقع على بعد 6 كيلومترات من مدينة فاس. ووقعت معركة أخرى ضد المغاربة في قدية المحالي بضواحي مدينة فاس في شهر يناير من عام 1554، والتي انتهت بانتصار المغاربة على صالح رئيس و قواته تركية .